# Болунгарвикюркёйпстадюр
Болунгарвикюркёйпстадюр (исл. Bolungarvíkurkaupstaður, исландское произношение: [ˈpɔːluŋkarˌviːkʏr̥ˈkœiːpˌstaðʏr̥]) — община на западе Исландии в регионе Вестфирдир. В 2021 году в общине на 108 км² проживало 958 человек.

## История
Поселения на территории современной общины существовали ещё со времен заселения Исландии, в частности усадьба Хоудль упоминается в исландских сагах XIII века. Община Хоульсхреппюр на этих землях была образована указом датского короля Фредерика VII в 1858 году. Хоульсхреппюр был сельской общиной, поэтому когда в 1903 году король Кристиан IX даровал торговые права небольшому рыбацкому поселению Болунгарвик, то общину пришлось преобразовать в городскую и переименовать в Болунгарвикюркёйпстадюр.

## География
Община Болунгарвикюркёйпстадюр расположена в северной части полуострова Вестфирдир в одноименном регионе на западе Исландии. С севера и северо-востока земли Болунгарвикюркёйпстадюр выходят на побережье фьордового комплекса Исафьярдардьюп, а на юге и юго-западе упираются в горный хребет Гильсбреккюхейди.
По суше Болунгарвикюркёйпстадюр со всех сторон граничит с землями общины Исафьярдарбайр.
В Болунгарвикюркёйпстадюр есть несколько фермерских усадеб и только один населённый пункт — город Болунгарвик с населением 934 человек, который является административным центром общины.

## Транспорт
По территории общины находится конечный участок дороги регионального значения Дьюпвегюр 61, который проходит через тоннель Болунгарвикюргёйнг. Тоннель длинной 5400 м был построен в 2010 году и очень важен с точки зрения безопасности дорожного движения на участке Дьюпвегюр между Хнивсдалюр и Болунгарвиком. До постройки тоннеля этот участок дороги проходил по самому берегу моря у подножия скал с крутыми склонами и был чрезвычайно опасна из-за постоянных камнепадов и лавин.
Есть две дороги местного значения — Сидрадальсвегюр 629 и Скаулавикюрвегюр 630.
В Болунгарвике имеется небольшая гавань с портом, где предоставляет все основные портовые услуги для малотоннажных рыболовных судов, небольших яхт и лодок.
Ближайший аэропорт находится в соседней общине, в городе Исафьордюр.

## Население
Источник: Mannfjöldi eftir kyni, aldri og sveitarfélögum 1998-2021 (исл.). hagstofa.is. Reykjavík: Hagstofa Íslands [Статистическая служба Исландии]. Дата обращения: 17 октября 2021.

## Галерея

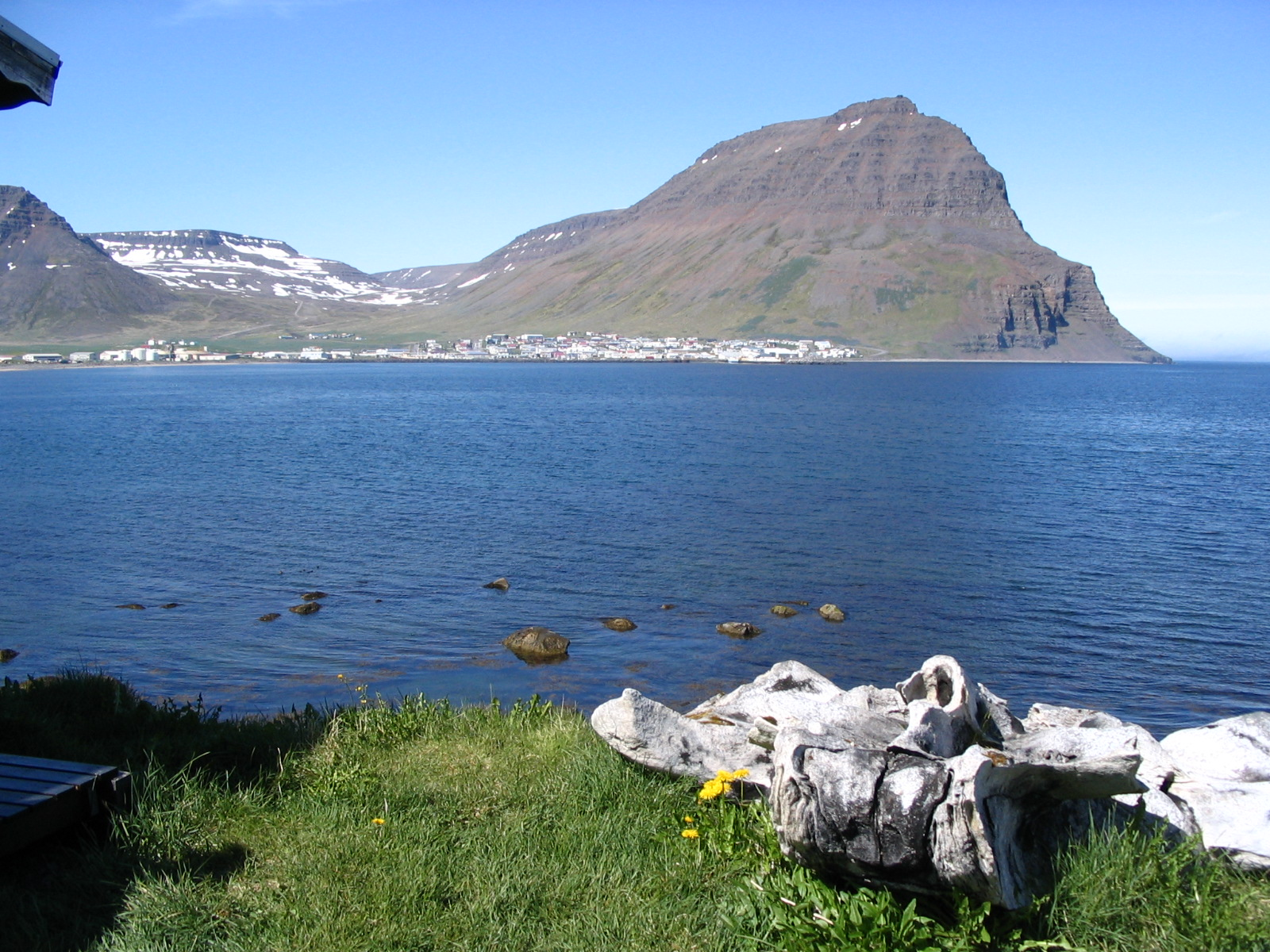
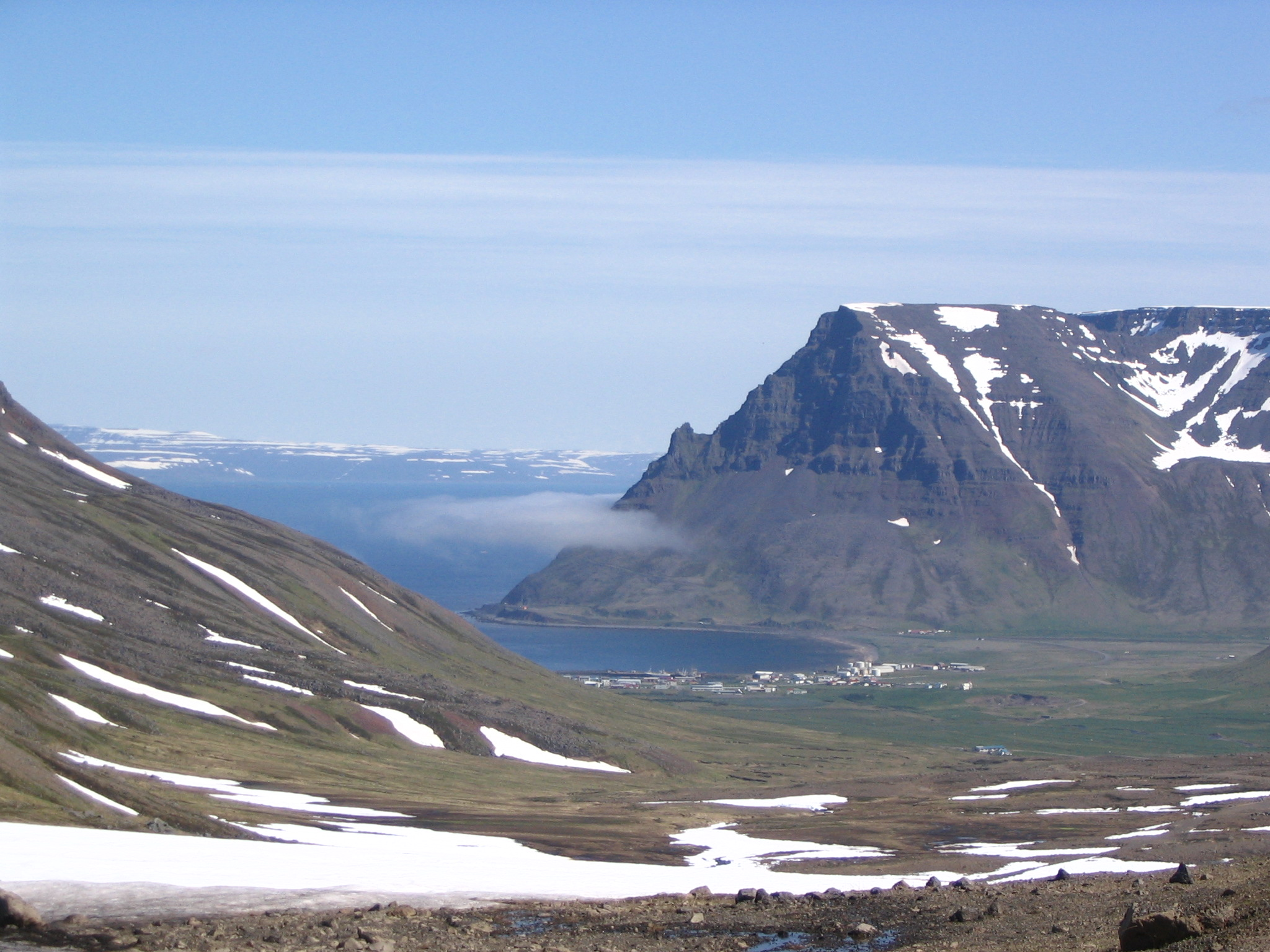
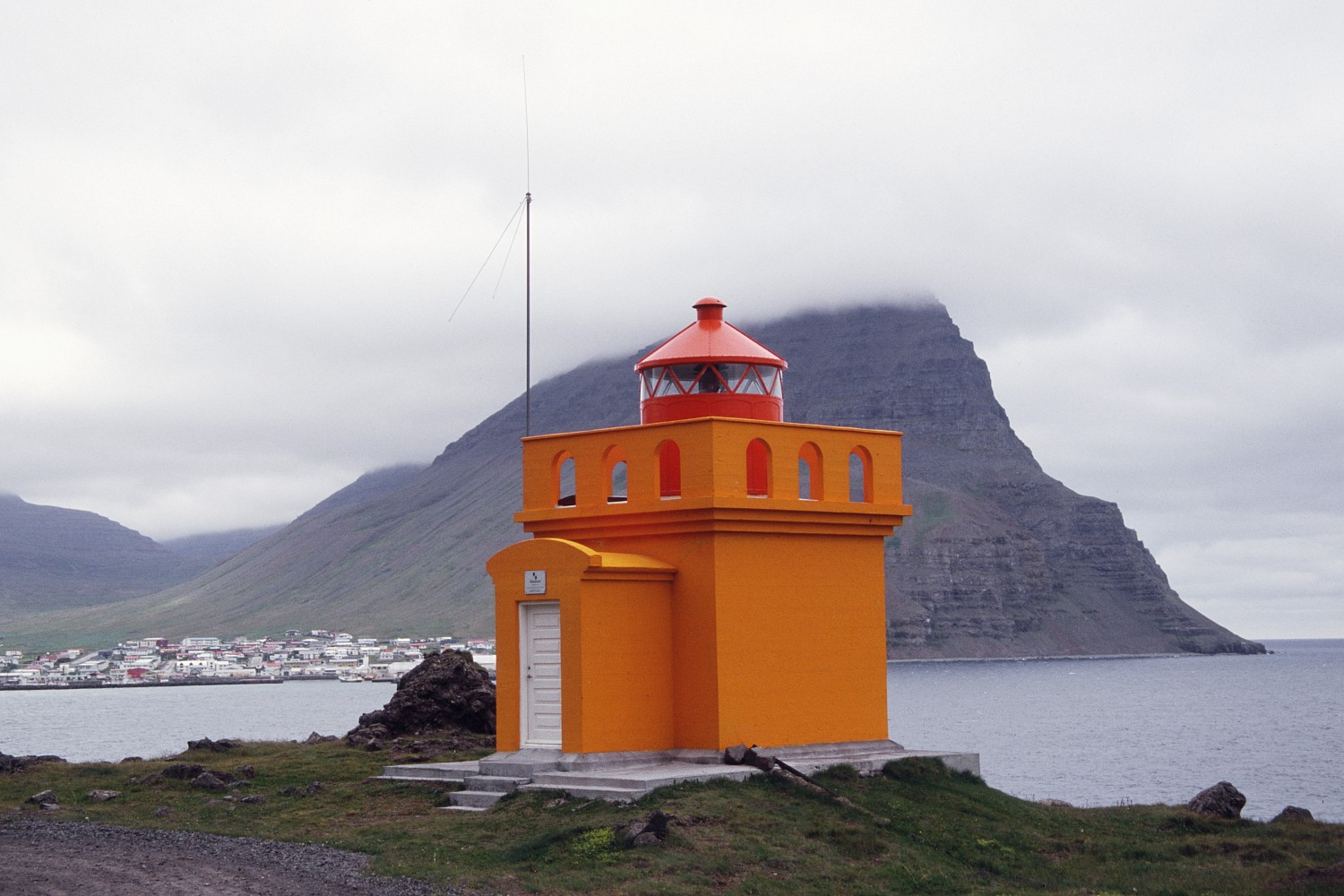
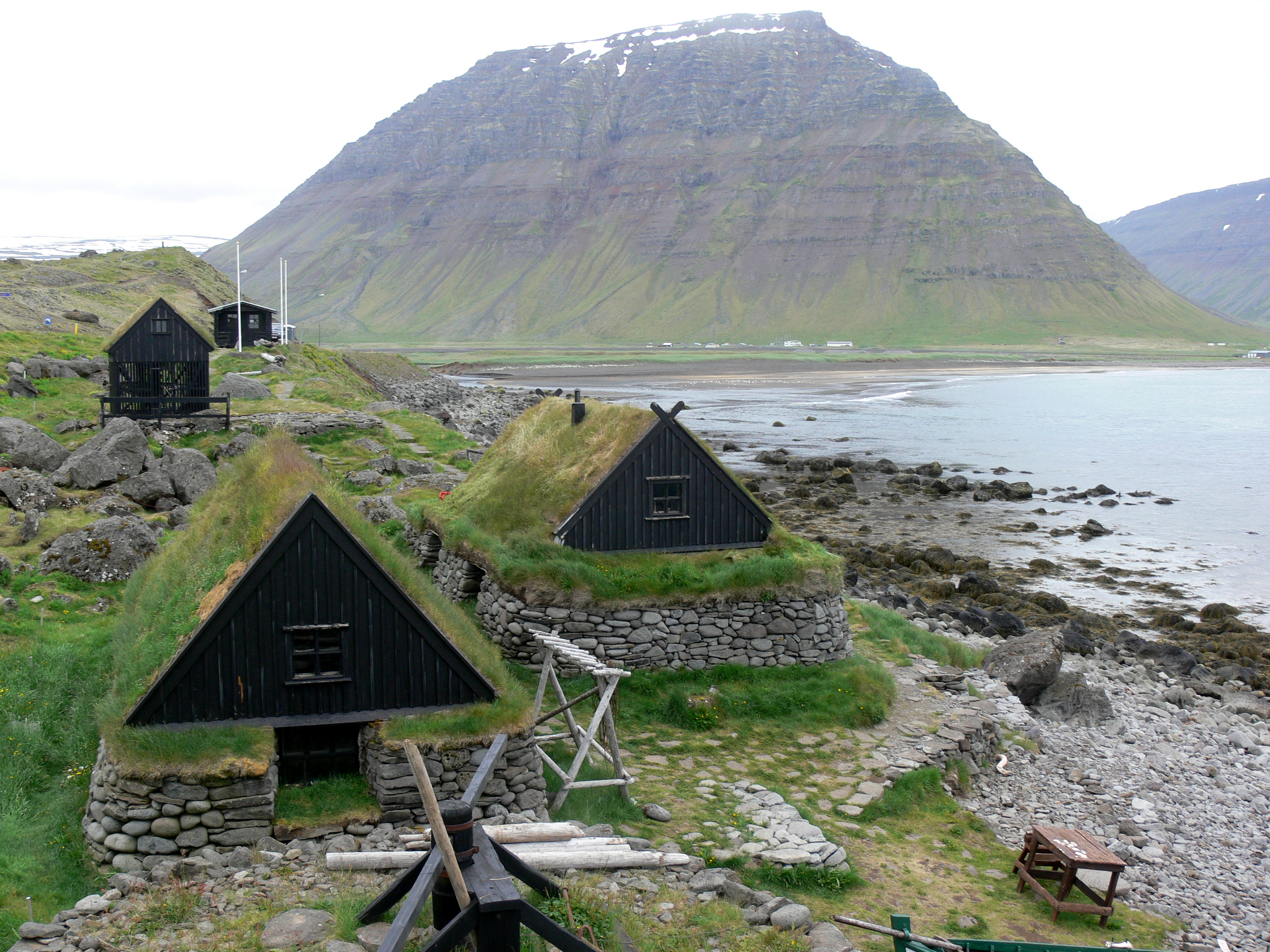
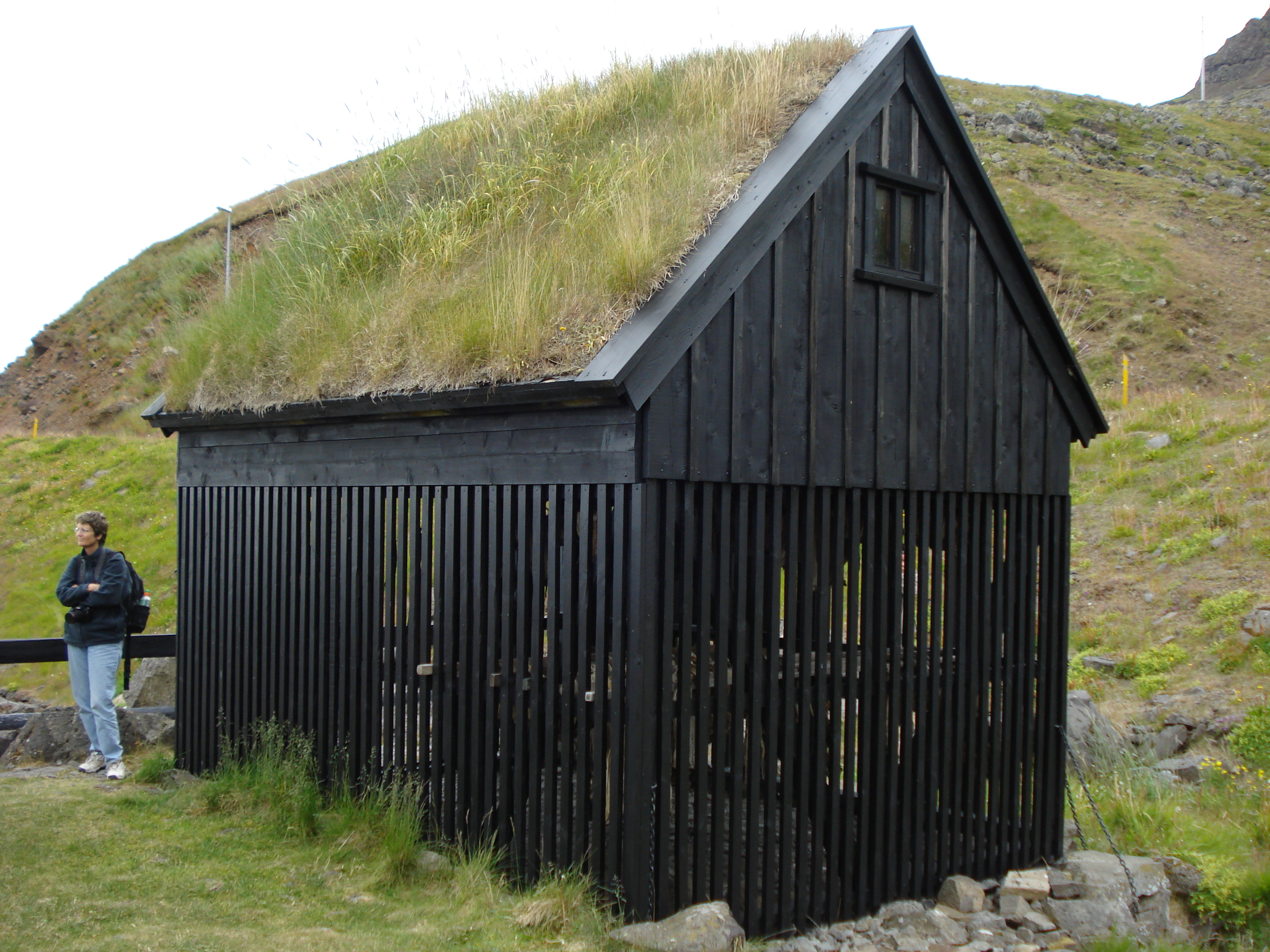
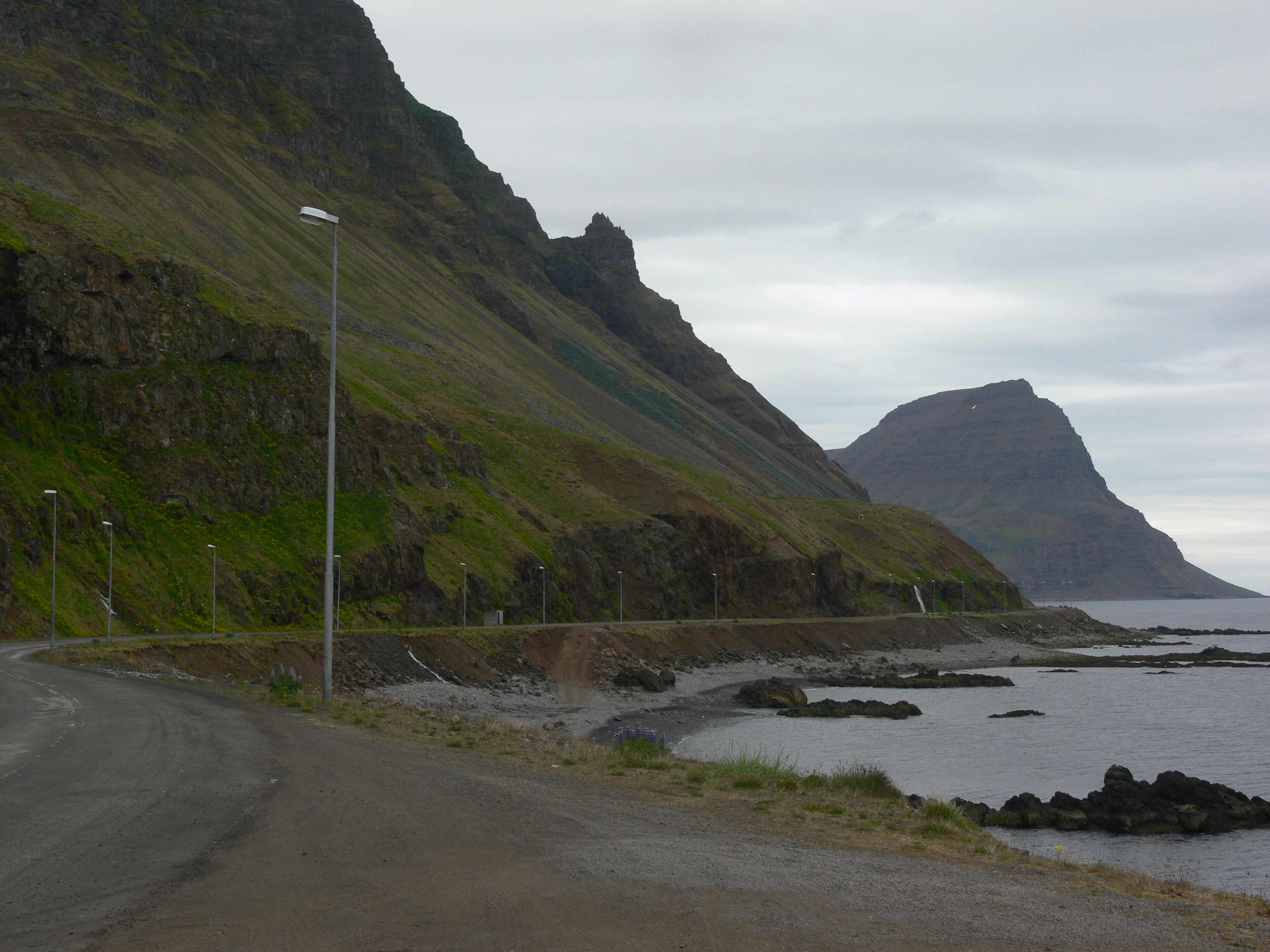
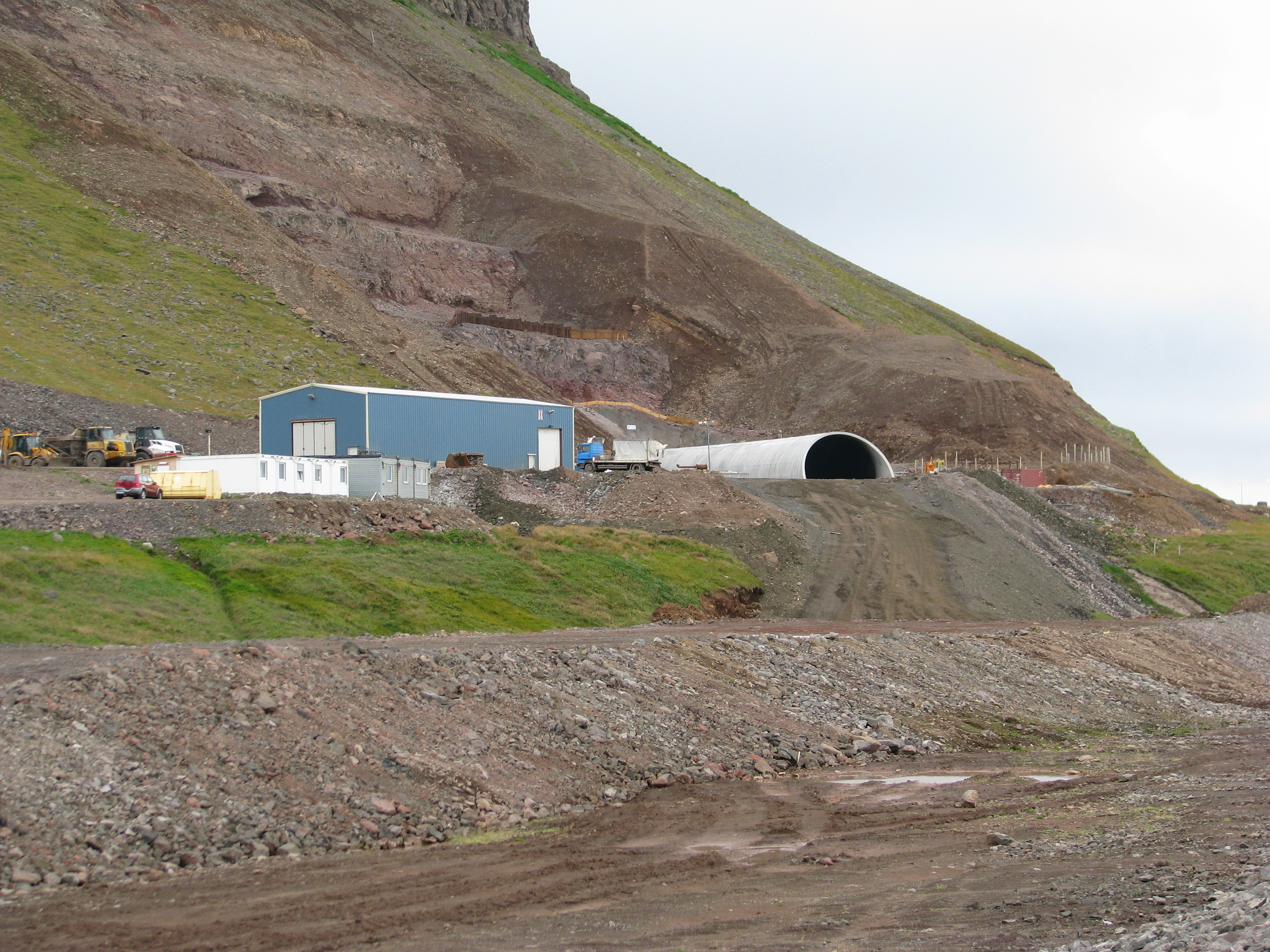